# Природний парк «Шуменське плато»
Природний парк Шуменське плато (болг. Природен парк Шуменско плато) розташоване на Шуменському плато північної провінції Шумен Болгарії, найвищому плато Дунайської рівнини. Парк охоплює заповідний ліс Букака, який відомий місцевими лісами Fagus sylvatica Fagus sylvatica (бук звичайний) mesiaca (буковий балканський). Цей парк був оголошений національним парком у 1980 році та природним парком у 2003 році, щоб зберегти його екосистеми, рослинне та фауністичне біорізноманіття, а також зберегти його плоскогірний ландшафт разом із багатьма туристичними об'єктами, такими як Шуменська фортеця, пам'ятник 1300-річчю Болгарії, печерні монастирі, поверхневі та підземні карстові печери. У парку є перша тематична пізнавальна стежка в Карстовому природному парку, побудована в рамках проєкту «Природний парк Шуменського плато» за кошти Фонду згуртування ЄС та Республіки Болгарія; стежка є невід'ємною частиною Оперативної програми «Довкілля 2007—2013».

## Географія
Розташований на північному сході Болгарії, парк є частиною Шуменського плато, яке, своєю чергою, є невід'ємною частиною «Шуменських висот» на його сході. Плато є однією з трьох зон Шуменської височини, двома іншими є Балканська область у центральній частині та Фісека на заході. Разом три зони мають форму неправильного прямокутника, орієнтованого в напрямку північний захід-південний схід. Річкові долини в цьому районі мають форму сегментованих заток.
Усе плато обмежене на північній межі долинами річок Пакоша, Стражка, Чаирдере; долинами Пакоша і Вранато на заході; долинами річок Врана, Тича, Камчия на півдні; і низовини Шумен-Смядово межують на сході, тоді як гора Фісека підіймається на висоту 500,5 метра (1 642 фут) у північно-західному напрямку. Плато становить 12 кілометрів (7,5 миля) протяжність із заходу на схід; і 7—8 кілометрів (4,3—5,0 миля) завширшки з півдня на північ, 7—8 кілометрів (4,3—5,0 миля) широке на крайньому півдні; 9—10 кілометрів (5,6—6,2 миля) широке в центральній частині; 11—12 кілометрів (6,8—7,5 миля) завширшки на північ і приблизно 20 кілометрів (12 миля) широкий у північній частині. За шириною плато орієнтоване в напрямку північ-південь і простягається 15 кілометрів (9,3 миля) і 17 кілометрів (11 миля) відповідно. Плато займає загальну площу 73,13 квадратного кілометра (28,24 миля2).
Природний парк Шуменське плато охоплює заповідний ліс Букака, який охоплює загальну площу лісів 63,04 гектара (155,8 акра). Цей ліс охороняється через його корінні ліси Fagus sylvatica (звичайний бук) moesiaca (балканський бук), якому кілька сотень років. Єдиною діяльністю людини, дозволеною в цьому заповіднику, є використання стежок, які проходять через нього. Шуменське плато займає найвище плато Дунайської низовини з висотою 502 метри (1 647 фут) і містить «химерні та фантастичні скельні феномени та підземні карстові форми».

## Історія
Шуменське плато є частиною мережі Natura 2000 і було визначено згідно з Директивою Ради 92/43/EEC щодо збереження природних середовищ існування та дикої фауни та флори. У межах цього плато парк розмежований на площі 3 929,9 гектара (9 711 акрів). Він розташований у східній частині Дунайської рівнини, поблизу міста Шумен і був оголошений національним парком у 1980 році та природним парком у 2003 році. Відповідальність за управління парком лежить на уряді Болгарії та продиктована Планом управління природними парками та Законом про охоронювані території (1998).

## Біологія
Парк і плато мають характерні топографічні особливості, а водні ресурси плато, клімат і ґрунтові умови визначають біорізноманіття видів рослин.

### Флора

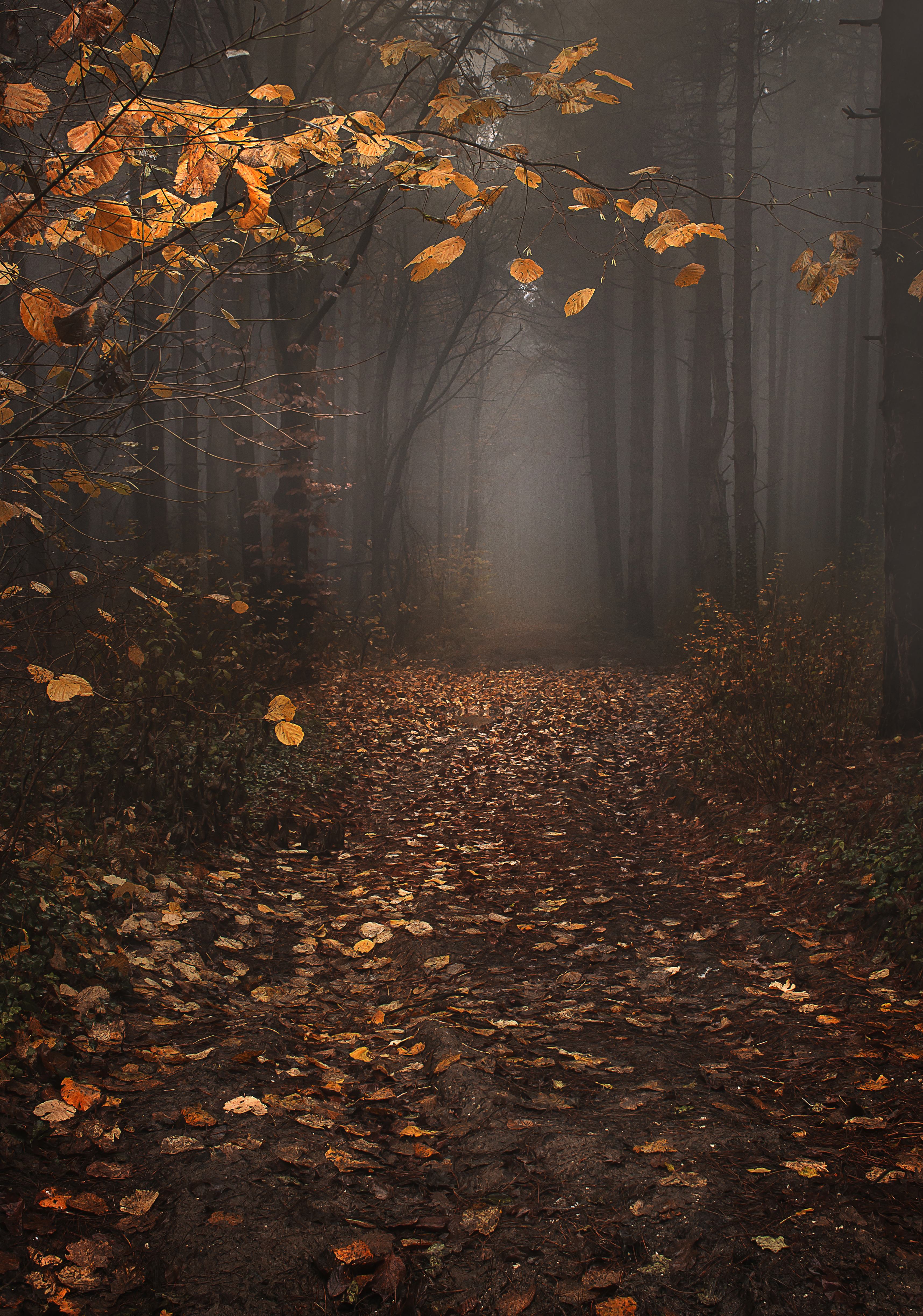
Туманний лісистий район парку

Парк має густі ліси, де близько 90 % площі вкрито лісами, переважно змішаними листяними лісами. Рослини та види дерев, про які повідомляють у цьому лісі, це: ясен (Fraxinus), бук (Fagus), європейський граб (Carpinus betulus), липа (Tilia), клен (Acer campestre), дуб (Quercus cerris) та багато інших. Хвойну рослинність лісу становлять: сосна чорна (Pinus nigra), ялина звичайна (Picea abies), сосна орегонська (Pseudotsuga menziesii), сосна звичайна (Pinus sylvestris), ялина (Picea). Відомі види чагарників: шипшина (Rosa canina), кизил європейський (Cornus mas), глід (Crataegus) та ліщина (Corylus). Відкрита територія парку вкрита кількома видами кущів і трав. Інші відомі види рослин становлять 14 типів орхідей (Orchidaceae) і понад 250 видів трав'янистих рослин. План управління парком містить 550 видів судинних рослин (крім мохів).

### Тваринний світ
Повідомлені види фауни складаються із 350 безхребетних і понад 240 хребетних. Зареєстровані ссавці: борсук (Meles meles), куниця букова (Martes foina), лисиця (Vulpes vulpes), благородний олень (Cervus elaphus), козуля (Capreolus capreolus), кабан (Sus scrofa) тощо. Є також кілька видів орнітофауни. Повідомлені види рептилій включають ескулапову змію (Elaphe longissima), європейську зелену ящірку (Lacerta viridis), черепаху Германа (Testudo hermanni), рогату гадюку (Vipera ammodytes), шпороносну черепаху (Testudo graeca) і стінну ящірку (Podarcis muralis). . Тварини, які перебувають під різними категоріями охорони, зареєстровані в парку: чорний дятел (Dryocopus martius), філін (Bubo bubo), малий подорлик (Aquila pomarina), тхір мармуровий (Vormela peregusna), яструб звичайний (Accipiter gentilis), і румунський хом'як (Mesocricetus newtoni).

## Культурна спадщина
У парку багато культурних пам'яток. Це:

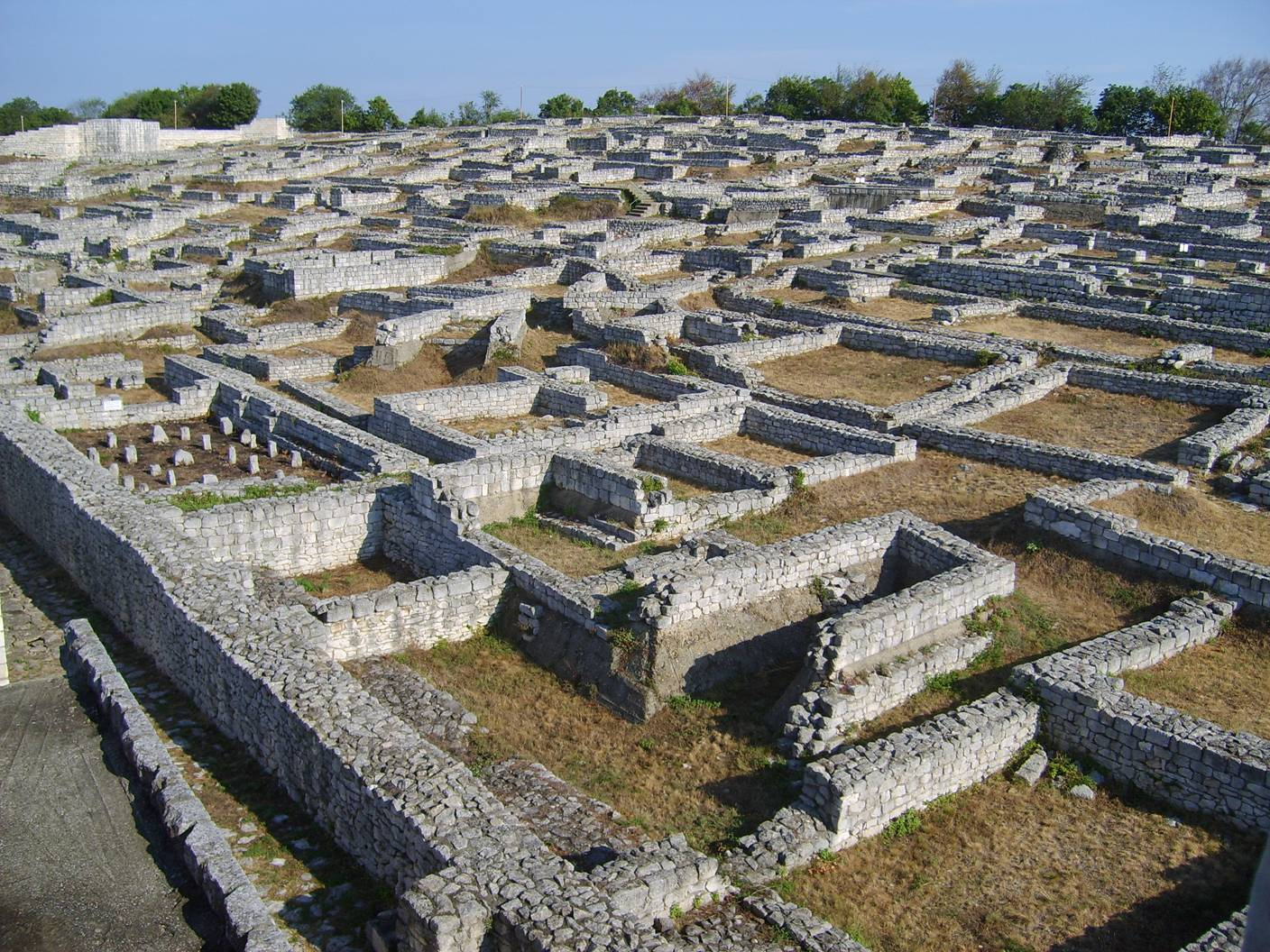
Відновлені риси Шуменської фортеці

Шуменська фортеця, також відома місцевим жителям як Старе місто Шумен, є місцем археологічних розкопок. Вона була побудована на пагорбі, звідки відкривається чудовий краєвид на місто. Фортеця розташована в межах парку. Фортеця була місцем розташування міста Шумен під час Першого та Другого Болгарського царства (12-14 століття). Фракійці правили територією з 5 по 2 століття до нашої ери, за ними римляни, які правили з першого століття до нашої ери по 3 століття нашої ери, а потім ранні візантійці з 4 по 6 століття нашої ери. Місце складалося з вишуканих резиденцій, культових споруд і оборонних укріплень. Після османського завоювання Болгарії фортеця була обложена та зайнята в 1444 році військами польського короля Владислава III під час Варненського хрестового походу. Після цієї битви фортеця була пограбована та знищена, і османські правителі зрештою повністю покинули фортецю. З того часу його було частково відреставровано.

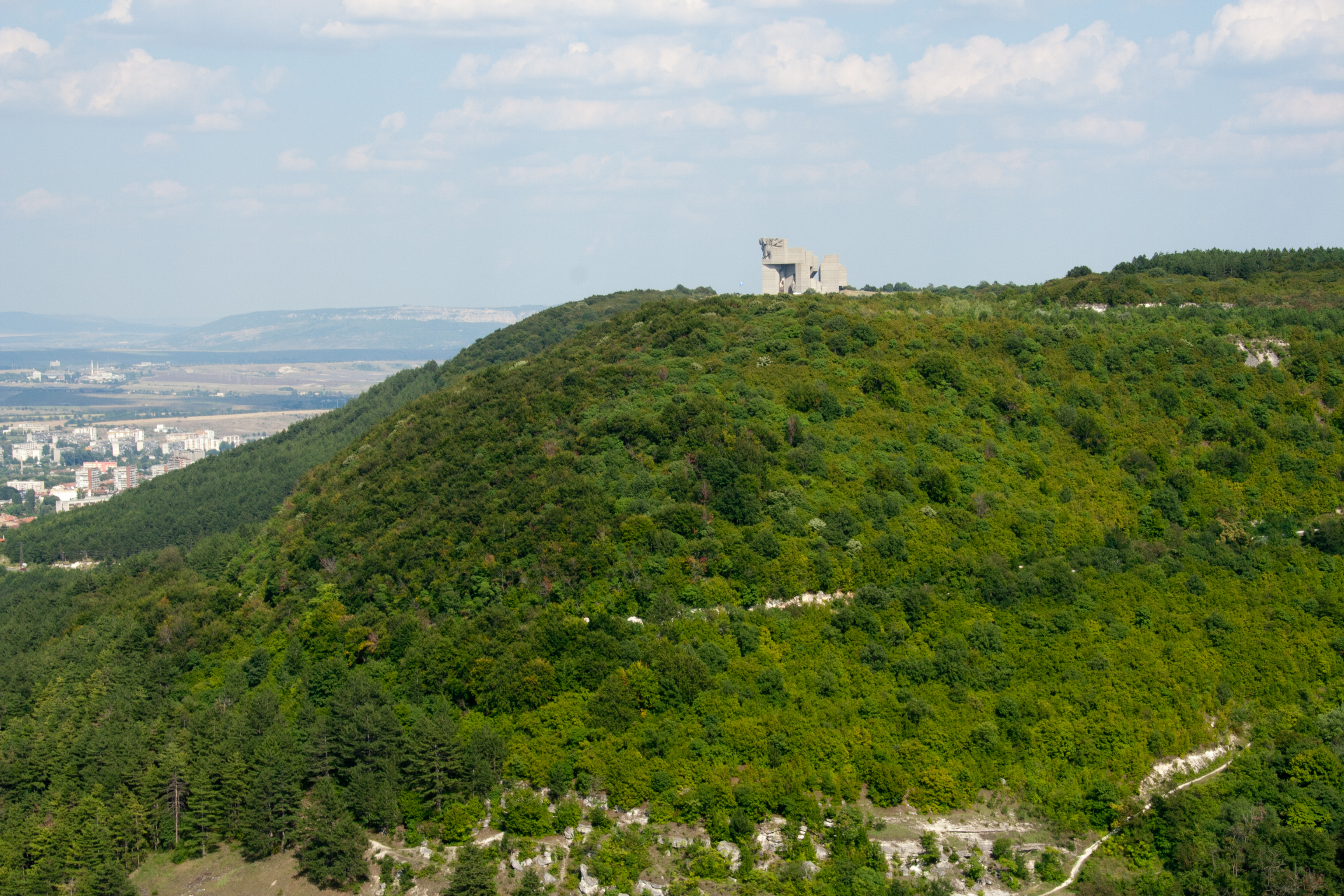
Пам'ятник «Творцям болгарської держави» на вершині пагорба в парку

Пам'ятник «Засновникам болгарської держави» або «Творцям болгарської держави» є ще одним відомим пам'ятником у парку, побудованим на честь 1300-річчя заснування Болгарії, починаючи з Першого Болгарського царства (7-11 століття). Цей пам'ятник, протяжністю близько 3 кілометри (1,9 миля) відстань від входу до Шуменської фортеці, був побудований у 1981 році під час комуністичного режиму. Інформаційний центр розташований за 300 метрів (980 фут) від цього пам'ятника та на 3 кілометри (1,9 миля) колія звідси веде до Шуменської фортеці.

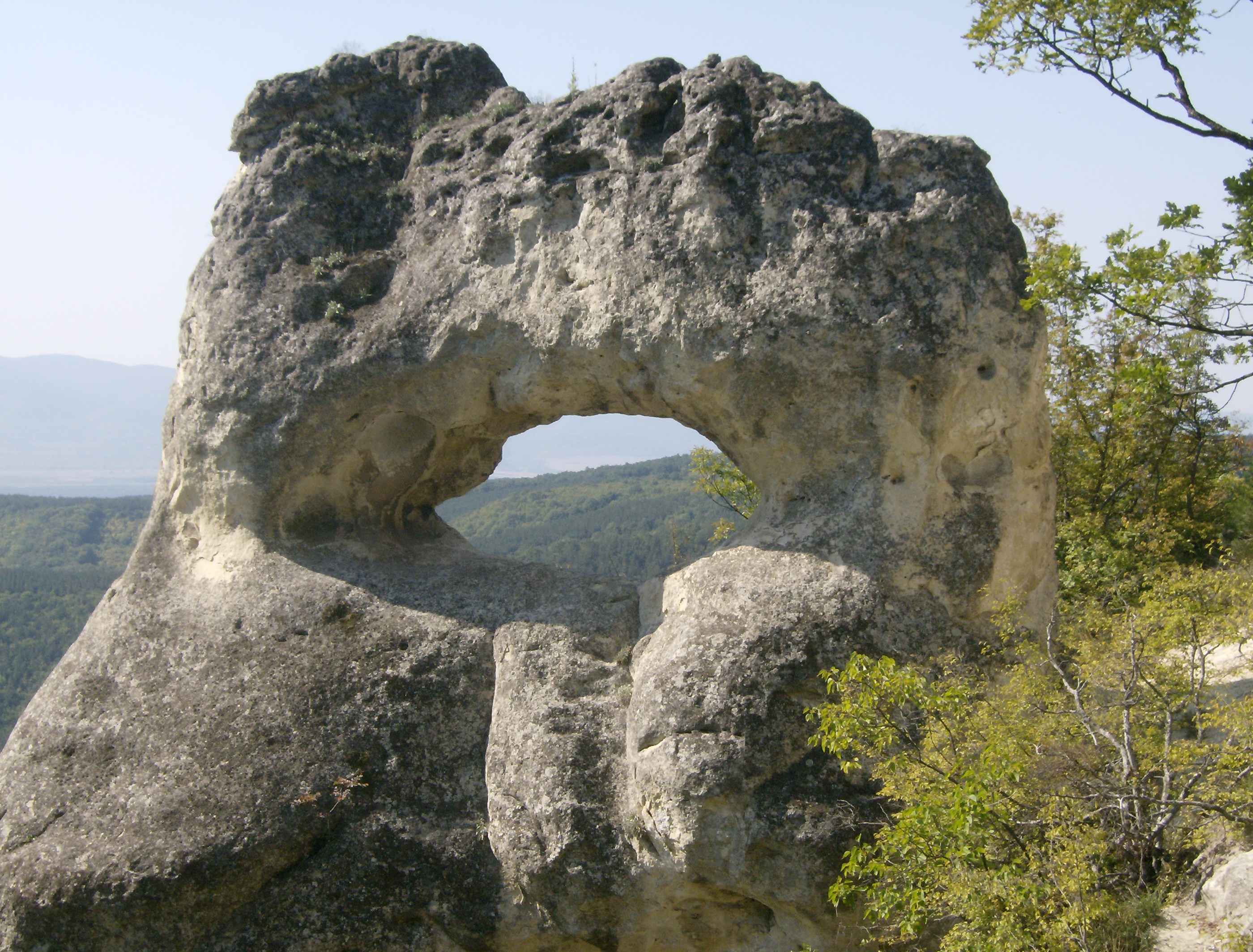
Скельні церкви Осмара

Є печерні монастирі, які діяли за часів Другого Болгарського царства як релігійні та культурні центри. Вони розташовані в карстових скельних утвореннях на плато і є важкодоступними. Деякі з відомих печер — печера Бісерна (Перлова печера) і Печера Тайніт-Понорі (Таємна печера Понор).
Карстові вапнякові утворення, які становлять основні геологічні утворення парку та плато, зустрічаються на території парку у формі понорів (провалів) у невеликих каньйонах та скельних краях.

### Стежки
Парк має першу тематичну освітню стежку в Карстовому природному парку, побудовану в рамках проєкту під назвою «Природний парк Шуменського плато» за кошти, надані Фондом згуртування ЄС та Республікою Болгарія, який є невід'ємною частиною Операційної програми «Довкілля 2007—2013».